# Bartestree
Bartestree – wieś w Anglii, w hrabstwie Herefordshire. Leży 6 km na wschód od miasta Hereford i 184 km na zachód od Londynu.